# Yasmin Monet Prince
Yasmin Monet Prince (* 2. Mai 2000 in London) ist eine britische Schauspielerin.

## Leben und Karriere
Prince wuchs in Sydenham auf. Sie besuchte die BRIT School. Ihr Debüt gsb sie 2016 in dem Fernsehfilm Ellen. Anschließend trat sie 2017 in einer Episode in Holby City auf. Von 2019 bis 2020 war sie in der zweiten Staffel von Hanna zu sehen. Unter anderem spielte sie in einer Folge in Unsaid Stories mit.
2021 wurde Prince für den Film Boxing Day gecastet. Außerdem bekam sie 2023 in der Serie Then You Run eine Hauptrolle. 2024 setzte sie ihre Karriere in Supacell fort.

## Filmografie
Filme
- 2016: Ellen
- 2021: Boxing Day

Serien
- 2017: Holby City
- 2018: Dark Heart
- 2019–2020: Hanna
- 2020: Unsaid Stories
- 2023: Then You Run
- 2024: Supacell